# My Life II... The Journey Continues (Act 1)
My Life II... The Journey Continues (Act 1) – dziesiąty studyjny album amerykańskiej wokalistki Mary Jane Blige. Premiera odbyła się 21 listopada 2011 roku. Tytuł jest kontynuacją płyty z 1994 roku - My Life.
Wersja rozszerzona "Deluxe edition" dostępna była tylko w Stanach Zjednoczonych.
W celu promocji albumu wydano łącznie cztery single: "25/8", "Mr. Wrong", "Why" i "Don't Mind. Płyta zadebiutowała na 5. miejscu listy przebojów Billboard 200. W pierwszym tygodniu sprzedaży osiągnięto wynik 156.000 egzemplarzy. Do marca 2012 roku sprzedano ok. 560 tysięcy nośników w samych Stanach Zjednoczonych Ameryki. Tym wynikiem uzyskała status złotej płyty.

## Lista utworów
Podstawowa
1. "Intro" - 1:16
2. "Feel Inside" - 5:07
3. "Midnight Drive" (feat. Brook Lynn) - 4:12
4. "Next Level" (feat. Busta Rhymes - 4:13
5. "Ain't Nobody" - 4:03
6. "25/8" - 3:55
7. "Don't Mind" - 3:57
8. "No Condition" - 4:27
9. "Mr. Wrong" (feat. Drake) - 4:01
10. "Why" (feat. Rick Ross) - 4:21
11. "Love a Woman" (feat. Beyoncé Knowles) - 4:31
12. "Empty Prayers" - 3:15
13. "Need Someone" - 3:55
14. "The Living Proof" - 5:55

Deluxe edition
Wersja na Stany Zjednoczone.
1. "Irreversible" - 3:06
2. "Miss Me With That" - 4:00
3. "Someone to Love Me (Naked)" (feat. Lil Wayne & Diddy) - 3:32

UK edition
Wersja na Wielką Brytanię.
1. "You Want This" - 4:14
2. "This Love Is for You" - 3:46
3. "One Life" - 3:46
4. "Someone to Love Me (Naked)" (feat. Lil Wayne & Diddy) - 3:32

US iTunes
Wersja na Stany Zjednoczone.
1. "Get It Right" (feat. Taraji P. Henson) - 4:08

UK iTunes
Wersja na Wielką Brytanię.
1. "Get It Right" (feat. Taraji P. Henson) - 4:08
2. "Hero" - 3:36